# Dorcus parallelus
Dorcus parallelus là một loài bọ cánh cứng trong họ Lucanidae. Loài này được Say mô tả khoa học năm 1823.